# Brett Lunger
Brett Lunger (n. 14 noiembrie 1945, Wilmington, Delaware, SUA) a fost un pilot de curse auto american care a concurat în Campionatul Mondial de Formula 1.